# Friedrich Busch (Lehrer)
Friedrich Busch (* 4. Juli 1851 in Recklinghausen; † 30. August 1931 in Arnsberg) war ein deutscher Gymnasiallehrer und Meteorologe.

## Familie
Sein Vater Josef Friedrich Busch war Maler und Zeichenlehrer in Recklinghausen. Die Mutter Agnes (geb. Schulte) war die Tochter eines Landwirtes. Er selbst heiratete 1881 in Recklinghausen Theresia Schipper. Aus der Ehe gingen Fritz Busch, später Generaldirektor der Deutschen Bundesbahn, sowie der Mediziner Max Busch hervor.

## Leben
Busch studierte Naturwissenschaften und Mathematik in Münster. Sein Probejahr absolvierte er in Recklinghausen. In Münster leistete er seinen Wehrdienst als Einjährigfreiwilliger ab. Dort war er zunächst auch Hilfslehrer am Gymnasium Paulinum, ehe er 1880 an das Gymnasium Laurentianum in Arnsberg wechselte. Von den Schülern wurde er allgemein Cosinus genannt.
Verdient machte er sich im Bereich der meteorologischen Optik. Ab 1883 beobachtete er den Bishopschen Ring und später wandte er sich den Babinet-, Arago- und Brewster-Punkten zu.
Er war Mitglied im Zivilkasino Arnsberg und war an der Gründung des Sauerländischen Gebirgsvereins beteiligt. Er gründete in Arnsberg 1890 die erste örtliche Gruppe des SGV und auf ihn gehen zahlreiche Wanderwege des Vereins zurück.
Ab 1896 war er Mitglied der Arnsberger Stadtverordnetenversammlung. Dieser gehörte er bis 1916 an. Danach nahm er als Hauptmann am Ersten Weltkrieg teil. Er war von 1925 bis 1929 Magistratsrat. Zwischen 1925 und 1928 gehörte er dem Kreistag des Kreises Arnsberg an.
Der SGV ernannte ihn zu seinem Ehrenmitglied. Die Stadt Arnsberg verlieh ihm 1921 die Ehrenbürgerwürde, Im Jahr 1925 erhielt er die Ehrendoktorwürde der Universität Münster.

## Schriften
- Beobachtungen über die atmosphärische Polarisation. Arnsberg, 1890